# Enrique Fernández Fassnacht
Enrique Pablo Alfonso Fernández Fassnacht (Ciudad de México, 25 de noviembre de 1950) es un académico, ingeniero y fisicoquímico mexicano, exdirector general del Instituto Politécnico Nacional desde noviembre de 2014 hasta el 19 de noviembre de 2017.

## Historia
En 1974 obtuvo el grado de Ingeniero Químico Industrial en la Escuela Superior de Ingeniería Química e Industrias Extractivas del Instituto Politécnico Nacional. Posteriormente, en 1978 concluyó la maestría en Química en División de Ciencias Básicas e Ingeniería de la Unidad Iztapalapa de la Universidad Autónoma Metropolitana. En 1982 obtuvo el Doctorado en Química (Físicoquímica) por la División de Estudios de Posgrado de la Facultad de Química de La Universidad Nacional Autónoma de México. Realizó un Posdoctorado de 1983 a 1984 en el Departamento de Química de la Universidad de California en Los Ángeles (UCLA).

## Experiencia académica
- En la Universidad Autónoma Metropolitana, ha sido profesor de tiempo completo de 1975 a 1996[cita requerida]: impartió diversos cursos a nivel de licenciatura y de posgrado en temas como física, química, termodinámica y fisicoquímica; publicó 13 trabajos de investigación en revistas nacionales e internacionales como la Revista Mexicana de Física, la Revista de la Sociedad Química de México, Instrumentación y Desarrollo, Cryogenics, Journal of Chemical Thermodynamics, Physics Letters y Journal of Chemical Physics[cita requerida].
- Presentó diversos trabajos en eventos especializados del país y del extranjero, además de que dirigió a alumnos en tesis y proyectos terminales.[cita requerida]

## Cargos
- En la Universidad Autónoma Metropolitana: 
  - Coordinador de Laboratorios de Física (1977-1978).[cita requerida]
  - Secretario Académico de División (1985) Secretario de la Unidad Iztapalapa (1985-1988) .[cita requerida]
  - Director de la División de Ciencias Básicas e Ingeniería (1988-1989). [cita requerida]
  - Secretario General (1989-1993). [cita requerida]
  - Se retiró de la UAM tras el intento de ocupar el cargo de Rector General, mismo que  consiguió 20 años más tarde en 2009.[2]

- Director  Académico de la Coordinación General de Universidades Tecnológicas, de la SEP (1995-1996) [cita requerida]
- Gerente de Investigación y Desarrollo de Industrias Negromex, S.A. de C.V.  (1996-1999). [cita requerida]
- Gerente de Investigación y Desarrollo de Dynasol Elastómeros, S.A.  de C.V. (1999-2003). [cita requerida]
- Director Académico de la Coordinación General de Universidades Tecnológicas, de la Secretaría de Educación Pública (02/2003-06/2003). [cita requerida]
- Coordinador de las Universidades Politécnicas,  dependiente de la SES de la Secretaria de Educación Pública, desde el 16 de junio de 2003 a 15 de abril de 2007. [cita requerida]
- Administrador del primer Proyecto para Prestación de Servicios (PPS), que a nivel nacional se lleva a cabo en educación superior, y que corresponde al campus de la Universidad Politécnica de San Luis Potosí, desde mayo de 2003, al 15 de abril de 2007. [cita requerida]
- Rector de la Universidad Politécnica de Altamira del 16 de abril de 2007 al 30 de noviembre de 2009. [cita requerida]
- A finales del 2009 inició su gestión como Rector General de la Universidad Autónoma Metropolitana, cargo que ocuparía hasta el 30 de noviembre de 2013.
- Es  electo como Secretario General de la ANUIES en 8 de mayo de 2013, de este modo renuncia y no concluye su gestión en la UAM.[2]
- El jueves 20 de noviembre de 2014 a las 00 hrs. tras una larga mesa de negociación con el Movimiento estudiantil #todosSomosPoltécnico fue designado como director general del Instituto Politécnico Nacional por parte de la Secretaria de Educación Pública.[1]
  - Durante su estancia en el IPN fue criticado ya que durante su gestión, la cual prometía mejorar los problemas acaecidos por la administración anterior, no solo no fueron resueltos sino que empeoraron en varias instancias del IPN.[3][4]
  - Terminó su mandato el día 19 de noviembre de 2017, para sucederle el cargo al Ingeniero Bioquímico Mario Alberto Rodríguez Casas, por el presidente Enrique Peña Nieto.
- El 8 de enero de 2019 fue designado como Director General del Tecnológico Nacional de México.
  - El viernes 13 de mayo de 2022 se ve obligado a presentar su renuncia al puesto de Director General del Tecnológico Nacional de México, entre una serie de escándalos, acusaciones y señalamientos de  corrupción.[5][6]

## Distinciones
- Becario del Instituto Mexicano del Petróleo, en Investigación Básica de Procesos, durante el periodo 1973-1974.[cita requerida]
- Invitación, como uno de los mejores estudiantes de ingeniería química del país, al I Seminario Internacional de la Industria Hulera. México, D.F. 1974.[cita requerida]
- Mención honorífica en el examen profesional  para obtener el título de ingeniero químico. México, D.F., 1975.[cita requerida]
- Premio "Alejandro Medina" correspondiente a 1976 que concede la Fundación Arturo Rosenblueth.[7]
- Becario del Consejo Nacional de Ciencia y Tecnología durante la estancia posdoctoral en la Universidad de California en los Ángeles, 1983-1984.[cita requerida]
- Investigador Nacional en el área de ciencias físico-matemáticas durante los periodos 1984-1987 y 1987-1990 (nivel 1).[cita requerida]
- Uno de los cinco finalistas en el concurso para seleccionar al primer mexicano que viajaría al espacio con el fin de realizar diversos experimentos, además de poner en órbita el satélite Morelos I[cita requerida]
- Inclusión en el Almanaque Mundial 1986 (Suplemento México), en la sección Figuras Destacadas de México. Editorial América, S.A. (1986), p M29.[cita requerida]
- Medalla «Gabino Barreda» por haber logrado el más alto promedio de calificaciones en los estudios de doctorado. Universidad Nacional Autónoma de México, 1985.[cita requerida]
- Miembro Regular de la Academia Mexicana de Ciencias, desde 1985.[cita requerida]
- Miembro titular de la Academia Nacional de Ingeniería,  en el área de ingeniería química, desde 1986.[cita requerida]
- Secretario Designado de la Academia de la Investigación Científica para el periodo 1988-1989.[cita requerida]
- Candidato a Rector General de la Universidad Autónoma Metropolitana  para el periodo 1993-1997.[cita requerida]
- Reconocimiento de la ADIAT por participación en el proyecto: "Diseño y Desarrollo del Solprene 412X", dentro del concurso para el Premio ADIAT 1998 a la Innovación Tecnológica. Acapulco, Guerrero, abril de 1999.[cita requerida]
- Premio Nacional de Tecnología 2001. Dynasol Elastómeros S.A. de C.V. Participación como responsable del Sistema de Gestión de la Tecnología.[cita requerida]
- Miembro de la Junta Directiva de la Universidad Politécnica de San Luis Potosí, desde 2006 a la fecha.[cita requerida]
- Miembro del Consejo Social de la Universidad Politécnica del Valle de Toluca, desde 2008 a la fecha.[cita requerida]
- Premio Crónica 2012 a los mexicanos más distinguidos del país por su trayectoria, logros y aportaciones a México.[cita requerida]

## Participación en comités
- Miembro de la Comisión Académica Nacional de la Carrera de Informática de las Universidades Tecnológicas. SEP-SESIC, 1993-1994.[cita requerida]
- Miembro del Consejo Técnico del Examen General de Egreso de la Licenciatura en Ingeniería Química, del Centro Nacional de Evaluación (CENEVAL) (1998-2004).[cita requerida]
- Invitado en el jurado para la evaluación de proyectos concursantes en el Premio a la Excelencia en Investigación, Desarrollo e Innovación Tecnológica del Sistema SEP-CONACYT. Cuernavaca, Morelos; 28-29 de mayo de 1998.[cita requerida]
- Miembro del consejo Asesor de la Red Mexicana de Investigación en Polímeros,  por invitación del Director general del  CONACYT, desde 1999.[cita requerida]
- Evaluador de proyectos presentados a la Dirección Adjunta de Investigación Científica del CONACYT, desde 1999.[cita requerida]
- Miembro del Comité Externo de Evaluación del Centro de Investigación en Química Aplicada (CIQA).  Invitación  del CONACYT, de 2000 a la fecha.[cita requerida]
- Miembro del Comité Técnico del Simposio de Metrologia. Centro Nacional de Evaluación (CENAM) (2001-2004).[cita requerida]
- Evaluador en la Dictaminación Nacional de los Proyectos Asociados a los Programas Integrales de Fortalecimiento Institucional  (PIFI) de las Universidades Públicas. Toluca, Estado de México, octubre de 2002.[cita requerida]
- Miembro del Consejo Directivo de la Asociación Mexicana de Directivos de la Investigación Aplicada y el Desarrollo Tecnológico, A.C. (ADIAT)2002-2003. [cita requerida]
- Evaluador del Premio Nacional de Tecnología 1999, 2001, 2002, 2003 y 2004. [cita requerida]
- Evaluador del Premio Andrés Manuel del Río, que otorga la Sociedad  Química de México, 2005 y 2006.[cita requerida]
- Evaluador del Premio a la Vinculación Universidad-Empresa 2005, que otorgan la Secretaría del Trabajo y Previsión Social, y la Asociación Nacional de Universidades e Instituciones de Educación Superior (ANUIES)[cita requerida]
- Miembro de la Subcomisión de Premios de Ingeniería y Tecnología 2004, de la Académica Mexicana de Ciencias.[cita requerida]
- Miembro del Comité Directivo (Protesorero) de ADIAT, A.C. 2003-2004.[cita requerida]
- Miembro del Consejo Asesor del Centro de  Investigación e Innovación Tecnológica, del Instituto Politécnico Nacional.  Noviembre de 2004 a la fecha.[cita requerida]
- Miembro del Comité Editorial ADIAT-UNAM para publicaciones en el tema de innovación. Enero de 2004 a la fecha. [cita requerida]